# Arthur Lovegrove
Arthur Lovegrove (n. 15 iulie 1913, Metropolitan Borough of Fulham⁠(d), Anglia, Regatul Unit al Marii Britanii și Irlandei – d. 7 noiembrie 1981, Surrey, Anglia, Regatul Unit) a fost un dramaturg și un actor britanic.

## Filmografie selectivă
- Passport to Pimlico (1949)
- Emergency Call (1952)
- Murder at 3am (1953)
- Devil on Horseback (1954)
- Break in the Circle (1955)
- The Steel Bayonet (1957)
- Naked Fury (1959)
- The Night We Dropped a Clanger (1959)
- The Two Faces of Dr. Jekyll (1960)
- Crooks Anonymous (1962)
- Clash by Night (1963)
- Carry On Cowboy (1966)
- The Rise and Rise of Michael Rimmer (1970)
- Eye of the Needle (1981)

Piese
- Nasty Things, Murders
- Just Another Day
- Her Grace Will Be Here
- Goodnight Mrs. Puffin
- Clara's on the Curtains!
- Miss Adams Will Be Waiting
- There's Always Spring